# ズンズンポイポイ (お笑いコンビ)
ズンズンポイポイは、ソニー・ミュージックアーティスツ（SMA NEET Project）所属のお笑いコンビ。2009年6月結成。

## メンバー
- THE小野（本名:小野 貴秀〈おの たかひで〉1984年5月2日（41歳） -）主にボケ担当。
  - 大阪府出身。広島国際大学卒業。身長168cm。黒縁眼鏡をかけている。

- たろう（本名:岡崎 太朗〈おかざき たろう〉1985年1月14日（40歳） -）主にツッコミ担当。
  - 大阪府出身。箕面学園高等学校卒業。身長170cm。童顔。
  - 旧芸名はロックキッズ太朗[1]。

## 略歴
NSC大阪校30期出身のTHE小野と、その1期下にあたるNSC大阪校31期出身のたろうが2009年6月14日にコンビを結成。以後は大阪のよしもと漫才劇場などを拠点に活動。
2016年9月にソニー・ミュージックアーティスツ（SMA NEET Project）へ移籍。東京に活動の拠点を移し、現在に至る。
三浦マイルド率いる「マイルド軍団」に所属しており、関連ライブへの出演が多い。

## 芸風
どちらかと言えばコントを演じることが多いが、漫才も行う。
コント・漫才共に特に決まった芸風は無い。コントでは強烈なキャラクターが登場するもののほか、BGMが流れるもののセリフがほとんど無く、チャールズ・チャップリンの作品や「蒸気船ウィリー」などの無声映画を彷彿とさせるようなものが特徴的。
THE小野曰く「チャップリン声ありコント」と呼んでいるとのこと。

## 出演

### インターネットラジオ

#### ズンズンポイポイのけんかラジオ
「ズンズンポイポイのけんかラジオ」は、ズンズンポイポイがパーソナリティを務め、YouTubeにて配信されているラジオ番組。
2019年2月12日に第1回が投稿され、現在に至るまで毎週水曜日を目安に更新され続けている。
作家をしんたてりょうが務めている。
リスナーは「毒人間あだち」と呼称される。
当ラジオのタイトルの「けんか」の表記は明確に決まっておらず、「けんかラジオ」「喧嘩ラジオ」「喧華ラジオ」など諸説ある。

##### 過去のイベント
- けんかラジオpresents 公開過激ネタメール成仏ライブ ｢アビスゲート｣（東京・ネイキッドロフト、2019年10月26日）
- けんかラジオ ~公開収録大阪死闘編~（大阪・なんば紅鶴、2019年12月12日）

### Youtube上の動画

#### ズンズンポイポイのチャンネル『ズンポイBIG FIGHT!!』
ズンズンポイポイのネタ動画等が投稿されているYouTubeチャンネル

#### ゲームと共に、わたしは成長したい
THE小野がファミコンソフトの実況動画を投稿しているYoutubeチャンネル

#### チャクラZENKAI!!
たろうがスピリチュアル関連動画を投稿しているYoutubeチャンネル

## 賞レース等の出場・実績

### キングオブコント
- 2018年 準々決勝進出[3]
- 2019年 1回戦敗退
- 2020年 準々決勝進出[4]
- 2021年 準々決勝進出[5]

### M-1グランプリ
- 2015年 2回戦進出[2]
- 2016年 1回戦敗退[2]
- 2017年 2回戦進出[2]
- 2018年 2回戦進出[2]
- 2019年 1回戦敗退[2]
- 2020年 1回戦敗退[2]
- 2021年 2回戦進出[2]
- 2022年 2回戦進出[2]
- 2023年 2回戦進出[2]
- 2024年 3回戦進出[2]

### その他
- 2019年 第13回SMAホープ大賞 決勝進出[6]
- 2020年 R-1ぐらんぷり 1回戦敗退（ズンズンポイポイ・たろう）[7]
- 2020年 R-1ぐらんぷり 1回戦敗退（THE小野）[7]
- 2020年 第14回SMAホープ大賞 決勝進出[8]

### Twitter
- ズンズンポイポイ THE小野 (@zunzunpoipoi) - X（旧Twitter）
- ズンズンポイポイ・たろう (@zp_rk) - X（旧Twitter）

### YouTube
- 喧嘩ラジオ - YouTubeチャンネル -「ズンズンポイポイのけんかラジオ」が投稿されている
- ズンズンポイポイのチャンネル『ズンポイBIG FIGHT!!』 - YouTubeチャンネル - ズンズンポイポイのネタ動画などが投稿されている
- ゲームと共に、わたしは成長したい - YouTubeチャンネル - THE小野によるゲーム実況が投稿されている
- チャクラZENKAI!!] - YouTubeチャンネル - たろうによるスピリチュアル関連動画が投稿されている